# Demy de Zeeuw
Demy Patrick René de Zeeuw (Apeldoorn, 26 mei 1983) is een Nederlands voormalig profvoetballer en huidig ondernemer die doorgaans als middenvelder speelde. Hij kwam van 2001 tot 2015 uit voor Go Ahead Eagles, AZ, Ajax, Spartak Moskou, Anderlecht en NAC Breda. De Zeeuw was van 2007 tot en met 2010 international in het Nederlands voetbalelftal, waarvoor hij 27 interlands speelde.
Na zijn voetbalcarrière werd hij ondernemer. Hij richtte bijvoorbeeld kledingmerk BALR. op en bezit 433, ’s werelds grootste voetbalaccount op sociale media.

## Clubcarrière

### Go Ahead Eagles
De Zeeuw begon met voetballen in zijn geboortestad Apeldoorn bij WSV Apeldoorn en later AGOVV. Hier speelde hij tot zijn veertiende totdat Go Ahead Eagles hem scoutte. In het seizoen 2001/02 maakte De Zeeuw zijn debuut in de hoofdmacht en kwam drie seizoenen uit voor 'kowet'. Tot en met 2004/05 kwam De Zeeuw in totaal tot 55 wedstrijden en zeven doelpunten voor Go Ahead. In zijn laatste seizoen was de middenvelder een vaste waarde in De Adelaarshorst. Dit viel vooral AZ op, toen De Zeeuw in de zomer van 2005 een oefenwedstrijd afwerkte tegen de club uit Alkmaar. De speler overtuigde trainer Louis van Gaal, waarop AZ hem voor een bedrag van 100.000 euro overnam van Go Ahead. Ondanks de interesse van onder meer FC Groningen ondertekende De Zeeuw een contract tot medio 2009.

### AZ
Tijdens zijn eerste seizoen in de Alkmaarderhout speelde De Zeeuw 26 wedstrijden. AZ brak daarom in mei 2006 het contract van de middenvelder open om het te verlengen tot medio 2010. Het daaropvolgende seizoen presteerde De Zeeuw dusdanig in de hoofdmacht van AZ dat hij zijn debuut mocht maken in het Nederlands elftal, onder toenmalig bondscoach Marco van Basten. AZ verlengde daarop het contract van de middenvelder nogmaals in mei 2007. Het seizoen 2007/08 verliep voor De Zeeuws ploeg AZ beneden verwachting. Werd de club bij de competitiestart nog getipt als een van de kanshebbers voor de landstitel, halverwege het seizoen kon het kampioenschap al worden vergeten. De Zeeuw omschreef het seizoen als 'één groot dieptepunt'. Daarbij nam Ruud Vormer zijn positie centraal op het middenveld over. Coach Van Gaal vond dat de rol van De Zeeuw binnen AZ moest veranderen: hij moest het elftal gaan dragen. Zijn rol binnen het Nederlands elftal bleek minder omstreden. Tijdens de EK-kwalificatiewedstrijden tegen Bulgarije en Albanië behoorde hij tot de basisklanten van het Nederlandse keurkorps.
AZ sloot het seizoen af op een teleurstellende elfde plaats in de competitie. De Zeeuw hoopte vervolgens bij het EK voetbal in Zwitserland en Oostenrijk een goede indruk te maken om zodoende een transfer naar een andere club af te dwingen. Tijdens het toernooi kwam hij echter alleen in actie tegen Roemenië, waardoor het aantal speelminuten tegenviel. Hij werd kort in verband gebracht met Ajax, waar de opgestapte bondscoach Van Basten aan het roer was komen te staan. Dit bleven geruchten en het kwam niet tot een overgang. De kleine middenvelder had die zomer alles gezet op een transfer die uitbleef. Mede door de transferperikelen kon De Zeeuw zijn trainer Van Gaal niet overtuigen tijdens de voorbereidingen op het nieuwe seizoen. In de openingswedstrijd tegen NAC Breda werd hij niet opgenomen in de basiself. Even leek hij alsnog getransfereerd te worden naar Hamburger SV. De Duitse subtopper meldde zich op de laatste dag van de transferperiode. HSV ging akkoord met de prijs die AZ voor hem verlangde, maar had geen tijd meer om hem in te schrijven bij de Duitse voetbalbond.
Ondanks de stroeve seizoensstart vocht De Zeeuw zich terug in de basis bij AZ. Tijdens de derde competitiewedstrijd tegen PSV kreeg de middenvelder voor het eerst dat seizoen een plaats bij de eerste elf, die met 1–0 de eerste zege van de competitie bewerkstelligde. AZ begon vervolgens beter te spelen en verloor de eerste competitiehelft geen enkele wedstrijd meer. Tijdens de winterstop doken er geruchten op dat HSV opnieuw bij AZ zou aankloppen voor De Zeeuw. De Duitsers raakten kort daarvoor Nigel de Jong kwijt aan Manchester City en zouden op zoek zijn naar een vervanger. De Zeeuw zei zelf geen nieuw contact te hebben gehad met Hamburger SV. AZ op zijn beurt verklaarde dat het niet van plan zou zijn om een van zijn beste spelers zomaar te laten vertrekken.
In het voorjaar van 2009 bood AZ De Zeeuw opnieuw een contractverlenging aan tot medio 2011. Daar ging de middenvelder niet op in. De middenvelder behaalde in het seizoen 2008/09 met AZ het eerste landskampioenschap van de club in 28 jaar. Het succes trok de aandacht van verscheidene buitenlandse clubs en onder meer De Zeeuw bleek wederom in de belangstelling te staan van HSV. Op 9 juli 2009 werd officieel bekend dat ook Ajax interesse had in de middenvelder. De Zeeuw zelf had wel oren naar de club uit Amsterdam, waar de voormalig trainer van HSV, Martin Jol, inmiddels het stokje had overgenomen van Van Basten. AZ gaf in eerste instantie te kennen de middenvelder niet te willen verkopen aan een directe concurrent, maar toonde zich na enkele weken toch bereid om mee te werken aan een transfer. Het eerste bod van de Amsterdammers, naar verluidt vier miljoen euro, werd door AZ van tafel geveegd. Ajax moest met een beduidend hoger bod komen om de speler van de Alkmaarders over te kunnen nemen. Naar verluidt verlangde AZ minimaal acht miljoen euro. Het bleef enige tijd stil, maar op 24 juli 2009 werd officieel bekendgemaakt dat de middenvelder definitief overstapte naar Ajax.

### AFC Ajax

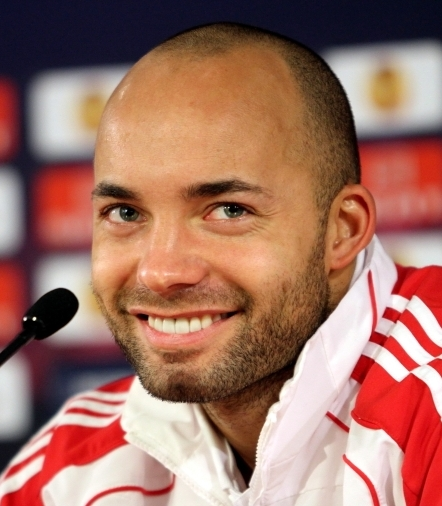
De Zeeuw bij Ajax

Ajax voldeed aan de vraagprijs van AZ en aangezien beide clubs niets bekendmaakten over de transfersom, zou dat betekenen dat de transferprijs niet boven de 6,5 miljoen (10% van het budget) zou liggen. Anders zou Ajax als beursgenoteerd bedrijf verplicht zijn geweest te melden hoeveel hij had gekost. De Zeeuw tekende een contract voor vier jaar tot medio 2013. Hij werd vlak voor het duel tussen Ajax en Atlético Madrid gepresenteerd aan het Amsterdamse publiek en de Nederlandse pers. De middenvelder kon naar eigen zeggen ook naar het buitenland, maar volgens hem 'schoven clubs de beslissing steeds voor zich uit'. Bij de Amsterdammers groeide De Zeeuw in zijn eerste seizoen uit tot een van de basisspelers. Hij gaf veel beslissende passes en wist zelf zeven keer het net te vinden. Hij scoorde onder andere tegen Feyenoord en sc Heerenveen. In het seizoen 2009/10 miste De Zeeuw op één punt na de landstitel, maar won hij wel de KNVB beker.
Door zijn spel tijdens dit seizoen mocht hij van bondscoach Bert van Marwijk mee naar Zuid-Afrika, voor het WK voetbal. Hier werd Nederland verliezend finalist. Tijdens het WK kreeg De Zeeuw een - onbedoelde - trap in het gezicht van Martín Cáceres in de halve finale tegen Uruguay. Hij raakte hierdoor geblesseerd aan zijn kaak.
Na het WK plaatste De Zeeuw zich met Ajax voor de UEFA Champions League. Ajax werd derde in de groepsfase, De Zeeuw scoorde de 0–1 in de 0–2-overwinning op AC Milan. Op 31 januari 2011 toonde Fenerbahçe interesse in De Zeeuw en plaatste een bod. Ajax accepteerde dit bod niet. Een vertrek was onbespreekbaar.

### Spartak Moskou
Spartak Moskou nam De Zeeuw in juli 2011 over van Ajax. Hier werd hij nooit een basisspeler. Nadat hij in anderhalf jaar in 25 competitiewedstrijden aan speeltijd toekwam verhuurde Spartak De Zeeuw in januari 2013 aan RSC Anderlecht. Dat stond op dat moment onder leiding van coach John van den Brom. Een half jaar later werd deze huurperiode met een seizoen verlengd.

### RSC Anderlecht
Bij Anderlecht was De Zeeuw opnieuw vooral reservespeler. Na afloop van het seizoen was hij transfervrij.

### NAC Breda
Nadat hij vrij man was, kreeg De Zeeuw in februari 2015 bij NAC een contract. Hij scoorde tijdens zijn debuut voor de club twee keer. Dat was op 14 februari 2015 tegen ADO Den Haag. NAC verloor ondanks zijn doelpunten met 3–2. De wedstrijd erna was hij ook van belang met een assist bij de eerste overwinning van NAC in 2015. De Zeeuw eindigde met NAC als zestiende in de Eredivisie en was daardoor verplicht tot het spelen van nacompetitie. Hierin degradeerde NAC alsnog door in een dubbele ontmoeting ten onder te gaan tegen Roda JC. In juli 2015 vertrok hij bij NAC.

### Einde loopbaan
In oktober 2016 hing De Zeeuw definitief zijn voetbalschoenen aan de wilgen om daarna te kiezen voor het zakenleven.

## Statistieken
| Seizoen         | Club            | Competitie         | Competitie | Competitie | Beker | Beker | Internationaal | Internationaal | Overig | Overig | Totaal | Totaal |
| Seizoen         | Club            | Competitie         | Wed.       | Dlp.       | Wed.  | Dlp.  | Wed.           | Dlp.           | Wed.   | Dlp.   | Wed.   | Dlp.   |
| --------------- | --------------- | ------------------ | ---------- | ---------- | ----- | ----- | -------------- | -------------- | ------ | ------ | ------ | ------ |
| 2001/02         | Go Ahead Eagles | Eerste divisie     | 3          | 0          | 0     | 0     | —              | —              | —      | —      | 3      | 0      |
| 2002/03         | Go Ahead Eagles | Eerste divisie     | 10         | 1          | 1     | 0     | —              | —              | —      | —      | 11     | 1      |
| 2003/04         | Go Ahead Eagles | Eerste divisie     | 18         | 3          | 1     | 0     | —              | —              | —      | —      | 19     | 3      |
| 2004/05         | Go Ahead Eagles | Eerste divisie     | 34         | 3          | 4     | 1     | —              | —              | —      | —      | 38     | 4      |
| 2005/06         | AZ              | Eredivisie         | 26         | 1          | 3     | 0     | 4              | 0              | —      | —      | 33     | 1      |
| 2006/07         | AZ              | Eredivisie         | 32         | 5          | 6     | 2     | 11             | 2              | 4      | 0      | 53     | 9      |
| 2007/08         | AZ              | Eredivisie         | 31         | 6          | 1     | 0     | 5              | 1              | —      | —      | 37     | 7      |
| 2008/09         | AZ              | Eredivisie         | 30         | 3          | 4     | 0     | —              | —              | —      | —      | 34     | 3      |
| 2009/10         | Ajax            | Eredivisie         | 32         | 7          | 6     | 3     | 10             | 1              | —      | —      | 48     | 11     |
| 2010/11         | Ajax            | Eredivisie         | 27         | 1          | 6     | 2     | 13             | 2              | 1      | 0      | 47     | 5      |
| 2011/12         | Spartak Moskou  | Premjer-Liga       | 13         | 2          | 1     | 0     | 2              | 0              | —      | —      | 16     | 2      |
| 2012/13         | Spartak Moskou  | Premjer-Liga       | 12         | 0          | 2     | 1     | 3              | 0              | —      | —      | 17     | 1      |
| 2012/13         | → Anderlecht    | Jupiler Pro League | 12         | 2          | 2     | 0     | 3              | 0              | 0      | 0      | 17     | 2      |
| 2013/14         | → Anderlecht    | Jupiler Pro League | 14         | 1          | 1     | 1     | 2              | 1              | 1      | 0      | 18     | 3      |
| 2014/15         | NAC Breda       | Eredivisie         | 12         | 2          | 0     | 0     | 0              | 0              | 4      | 0      | 16     | 2      |
| Carrière totaal | Carrière totaal | Carrière totaal    | 9          | 37         | 38    | 10    | 53             | 7              | 10     | 0      | 407    | 54     |

## Interlandloopbaan

### Jong Oranje
De Zeeuw speelde voor Jong Oranje op onder meer het Europees kampioenschap voetbal onder 21, gehouden in 2006 te Portugal. Hoewel hij in de eerste wedstrijd gepasseerd werd en in de tweede wedstrijd minder dan een klein half uur in mocht vallen, behoorde hij in de andere wedstrijden tot de basiself van het team waarmee coach Foppe de Haan voor het eerst in de geschiedenis van Jong Oranje het Europees kampioenschap won.

### Nederlands elftal

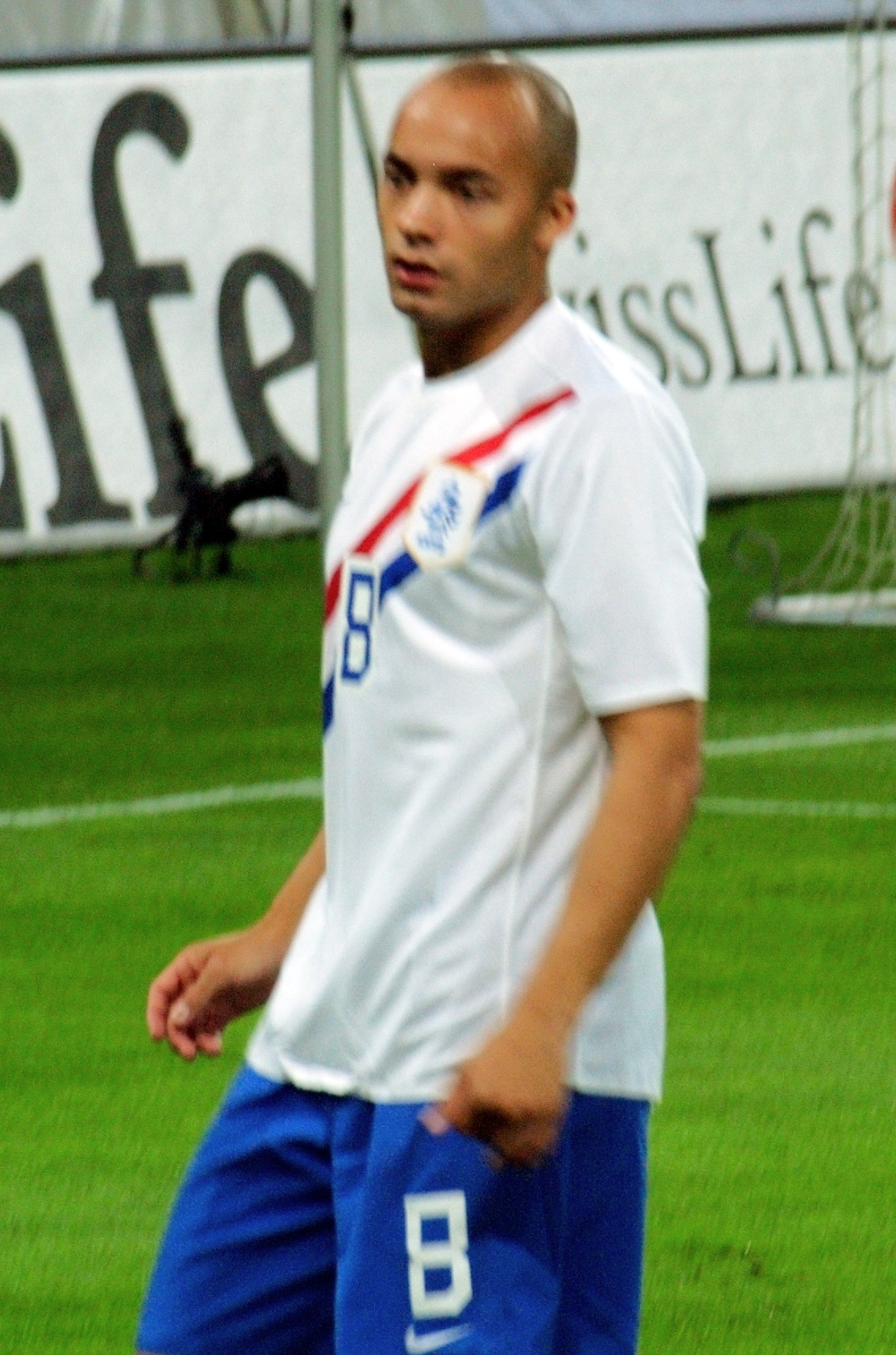
De Zeeuw als Nederlands international.

De Zeeuw maakte op 28 maart 2007 onder bondscoach Marco van Basten zijn debuut in het Nederlands elftal. Hij mocht invallen voor John Heitinga in de 74ste minuut. De wedstrijd werd gespeeld tegen Slovenië en was een kwalificatiewedstrijd voor het EK 2008. De wedstrijd werd met 0-1 gewonnen. Verder speelde De Zeeuw enkele wedstrijden op het EK 2008 en WK 2010. Tijdens het WK 2010 kreeg De Zeeuw een – onbedoelde – trap in het gezicht van Martín Cáceres. Hij raakte geblesseerd aan zijn kaak en hield er een lichte hersenschudding aan over.

### Gespeelde interlands
| Interlands van Demy de Zeeuw voor Nederland | Interlands van Demy de Zeeuw voor Nederland | Interlands van Demy de Zeeuw voor Nederland | Interlands van Demy de Zeeuw voor Nederland | Interlands van Demy de Zeeuw voor Nederland | Interlands van Demy de Zeeuw voor Nederland |
| No.                                         | Datum                                       | Wedstrijd                                   | Uitslag                                     | Competitie                                  | Goals                                       |
| Als speler bij AZ                           | Als speler bij AZ                           | Als speler bij AZ                           | Als speler bij AZ                           | Als speler bij AZ                           | Als speler bij AZ                           |
| ------------------------------------------- | ------------------------------------------- | ------------------------------------------- | ------------------------------------------- | ------------------------------------------- | ------------------------------------------- |
| 1                                           | 28 maart 2007                               | Slovenië - Nederland                        | 0-1                                         | EK 2008 kwalificatie                        | 0                                           |
| 2                                           | 02 juni 2007                                | Zuid-Korea - Nederland                      | 0-2                                         | Vriendschappelijk                           | 0                                           |
| 3                                           | 06 juni 2007                                | Thailand - Nederland                        | 1-3                                         | Vriendschappelijk                           | 0                                           |
| 4                                           | 22 augustus 2007                            | Zwitserland - Nederland                     | 2-1                                         | Vriendschappelijk                           | 0                                           |
| 5                                           | 8 september 2007                            | Nederland - Bulgarije                       | 2-0                                         | EK 2008 kwalificatie                        | 0                                           |
| 6                                           | 12 september 2007                           | Albanië - Nederland                         | 0-1                                         | EK 2008 kwalificatie                        | 0                                           |
| 7                                           | 13 oktober 2007                             | Roemenië - Nederland                        | 1-0                                         | EK 2008 kwalificatie                        | 0                                           |
| 8                                           | 17 oktober 2007                             | Nederland - Slovenië                        | 2-0                                         | EK 2008 kwalificatie                        | 0                                           |
| 9                                           | 17 november 2007                            | Nederland - Luxemburg                       | 1-0                                         | EK 2008 kwalificatie                        | 0                                           |
| 10                                          | 21 november 2007                            | Wit-Rusland - Nederland                     | 2-1                                         | EK 2008 kwalificatie                        | 0                                           |
| 11                                          | 6 februari 2008                             | Kroatië - Nederland                         | 0-3                                         | Vriendschappelijk                           | 0                                           |
| 12                                          | 26 maart 2008                               | Oostenrijk - Nederland                      | 3-4                                         | Vriendschappelijk                           | 0                                           |
| 13                                          | 24 mei 2008                                 | Nederland - Oekraïne                        | 3-0                                         | Vriendschappelijk                           | 0                                           |
| 14                                          | 29 mei 2008                                 | Nederland - Denemarken                      | 1-1                                         | Vriendschappelijk                           | 0                                           |
| 15                                          | 1 juni 2008                                 | Nederland - Wales                           | 2-0                                         | Vriendschappelijk                           | 0                                           |
| 16                                          | 17 juni 2008                                | Nederland - Roemenië                        | 2-0                                         | EK 2008                                     | 0                                           |
| 17                                          | 20 augustus 2008                            | Rusland - Nederland                         | 1-1                                         | Vriendschappelijk                           | 0                                           |
| 18                                          | 11 oktober 2008                             | Nederland - IJsland                         | 2-0                                         | WK 2010 kwalificatie                        | 0                                           |
| 19                                          | 15 oktober 2008                             | Noorwegen - Nederland                       | 0-1                                         | WK 2010 kwalificatie                        | 0                                           |
| 20                                          | 19 november 2008                            | Nederland - Zweden                          | 3-1                                         | Vriendschappelijk                           | 0                                           |
| Als speler bij AFC Ajax                     |                                             |                                             |                                             |                                             |                                             |
| 21                                          | 5 september 2009                            | Nederland - Japan                           | 3-0                                         | Vriendschappelijk                           | 0                                           |
| 22                                          | 9 september 2009                            | Schotland - Nederland                       | 0-1                                         | WK 2010 kwalificatie                        | 0                                           |
| 23                                          | 10 oktober 2009                             | Australië - Nederland                       | 0-0                                         | Vriendschappelijk                           | 0                                           |
| 24                                          | 26 mei 2010                                 | Nederland - Mexico                          | 2-1                                         | Vriendschappelijk                           | 0                                           |
| 25                                          | 5 juni 2010                                 | Nederland - Hongarije                       | 6-1                                         | Vriendschappelijk                           | 0                                           |
| 26                                          | 14 juni 2010                                | Nederland - Denemarken                      | 2-0                                         | WK 2010                                     | 0                                           |
| 27                                          | 6 juli 2010                                 | Uruguay - Nederland                         | 2-3                                         | WK 2010                                     | 0                                           |

## Erelijst
AZ
- Eredivisie: 2008/09

 Ajax
- Eredivisie: 2010/11
- KNVB beker: 2009/10

 RSC Anderlecht
- Eerste klasse: 2012/13, 2013/14
- Belgische Supercup: 2013

 Nederland onder 21
- UEFA EK onder 21: 2006

Persoonlijk
- Bronzen schoen: 2009/10

## Trivia
- Het had niet veel gescheeld of De Zeeuw was in 2005 naar Sparta verhuisd. Voorzitter Hans van Heelsbergen kreeg de kans om de middenvelder voor 100.000 euro over te nemen van Go Ahead Eagles, maar trainer Wiljan Vloet hield dit tegen. In zijn ogen was De Zeeuw niet goed genoeg voor Sparta.[21]
- Op zondag 10 oktober 2010 was Demy de Zeeuw 'onherkenbaar' in beeld bij het SBS6- en Veronica-programma Wegmisbruikers!. De Zeeuw had na een verloren SuperCup-wedstrijd tegen FC Twente 49 kilometer te hard gereden waar 100 als limiet gold. De officier van justitie moest het bedrag nog bepalen.[22]
- In 2013 heeft De Zeeuw samen met onder anderen Eljero Elia en Gregory van der Wiel het kledingmerk BALR. opgericht.
- In 2024 deed De Zeeuw mee aan het televisieprogramma Special Forces VIPS.[23]